# Commodore Computing International
A Commodore Computing International (rövidítve: CCI) egy 1982 és 1990 között kiadott, Commodore számítógépekre (ideértve: Commodore 64, Amiga, Commodore PC-k) szakosodott brit számítástechnikai folyóirat volt.

## Történet
Az akkori Commodore Business Machines brit részlege 1981 májusától 1982 januárjáig Commodore Club News (röviden: CCN) néven folyóiratot adott ki Peter Gerrard szerkesztésében, melynek előzménye egy rendszertelenül megjelenő belső hírlevél volt David Middleton szerkesztői közreműködésével. A korábbi hírlevél tisztán műszaki jellegű volt, tele programkódokkal (gépi kód, BASIC), de innentől kezdve több teret kaptak az úgymond "kezdők" és az ő sajátos igényeik. Az 1982 januári számban jelentette be a szerkesztő, hogy a Nick Hampshire Publications kiadónál fog a továbbiakban dolgozni és Commodore Computing néven a teljes Commodore termékpalettát felölelő sajtóterméket fog szerkeszteni. Ezzel a CCN megszűnt és az új kiadónál áprilisban meg is jelent helyette az első kéthavi (április/május) CCI szám.
Nick Hampshire, a kiadó informatikus-újságíró alapítója 1980 óta már több könyvet is kiadott Commodore PET és Commodore VIC-20 témában. Az újonnan kiadott CCI szerkesztői feladatait Pete Gerrard végezte a korábbi hírlevélszerkesztő, Dave Middleton és Mark Clarke közreműködésével. Az első időszakban főként műszaki orientációjú cikkekkel volt tele az újság, úgy mint hardver-projektek leírásai, programozói segédletek, illetve az oktatást és az üzleti életet könnyítő megoldásokról szóló cikkek. A későbbiekben azonban egyre inkább teret nyert a szórakoztatás is videójáték-leírások formájában.
Nick Hampshire és kiadója egészen 1984 júniusáig vitte a folyóiratot, amikor is a Croftward Limited és Antony H. Jacobson vette át azt. 1986 júniusától (4.évfolyam 11.szám) a CCI magába integrálta a az addigra már teljesen videójáték-orientációjú "Commodore and Amiga Horizons" újságot. Az utolsó szám 1990 áprilisában jelent meg.